# Dave Culbert
Dave Culbert, född 17 mars 1967, är en australisk friidrottare. Han deltog vid olympiska sommarspelen 1988 och olympiska sommarspelen 1992.